# 신경다양성

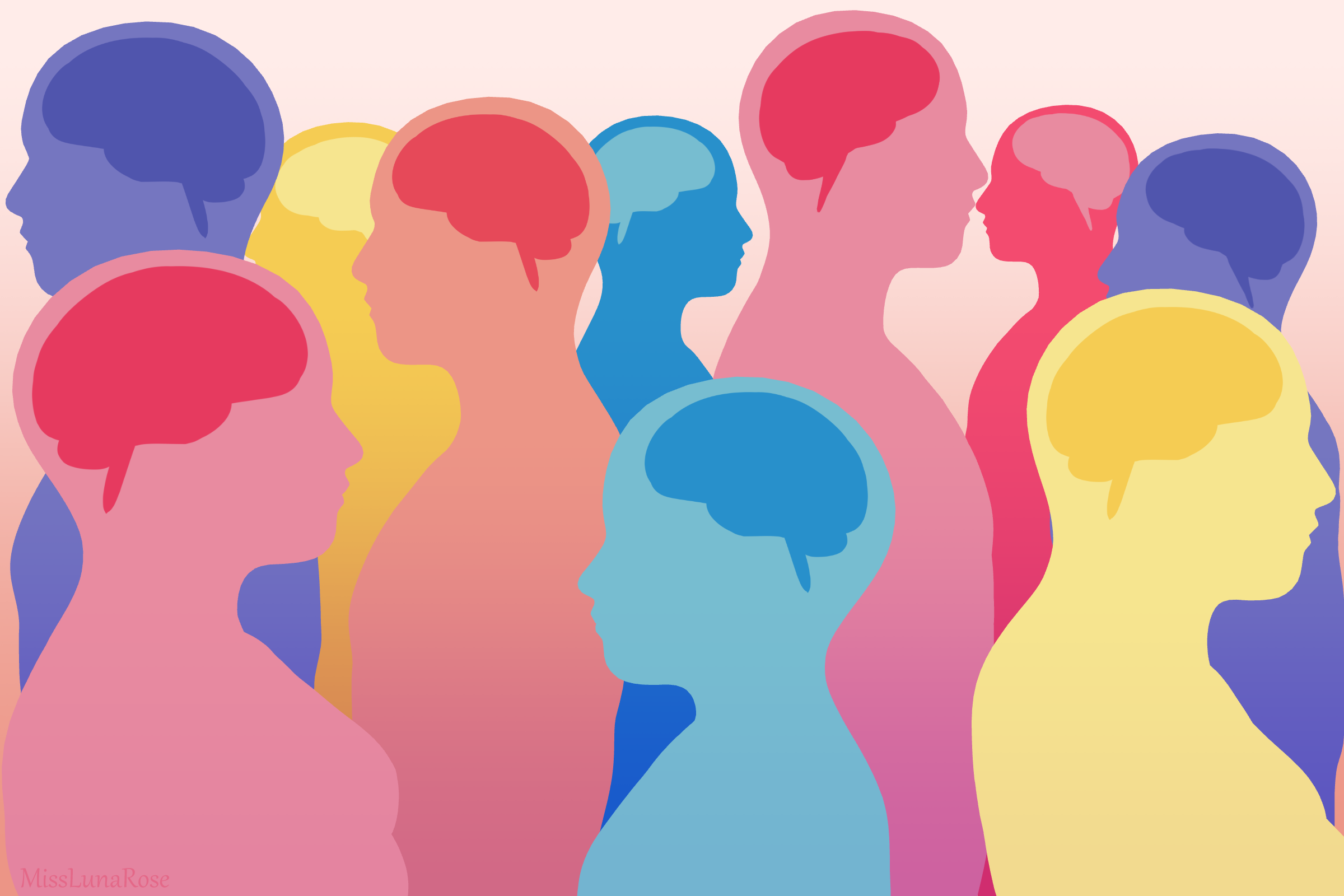

신경다양성(神經多樣性, 영어: neurodiversity)은 뇌신경의 차이로 인해 발생하는 다름(예: 자폐특성, 지적스펙트럼, ADHD, 학습 장애, 사회적 의사소통 장애, 아스퍼거 증후군 등)을 생물적 다양성으로 인식하는 관점이다. 이 단어는 1990년대부터 쓰이던 ‘신경전형적’Neurotypical이라는 개념에서 분화되어 1990년대 〈자폐스펙트럼의 독립생활〉Independent Living on the Autistic Spectrum, InLv 메일링리스트에서 생겨났으며, 이후 호주에서 메일링 리스트에 참여하는 주디 싱어와 하비 블룸이 1998년에 이 개념을 리브랜딩했는데, 싱어는 자신이 해당 단어를 창조했다고 주장한다. 싱어는 신경다양성을 생물다양성의 일부로서 사이버네틱스 논의와 결부했는데, 자폐권리운동은 몇몇 신경다양성 운동가와 연구자들, 대표적으로 주디 싱어와 패트릭 드와이어 같은 인물은 신경다양성 패러다임이 극단적 의학 모델과 극단적 사회적 모델의 중간에 있다고 주장한다. 이후의 신경다양성 패러다임은 장애 운동가들 사이에서 치료가 필요한 증상도 수용의 대상으로 만들고 장애당사자들의 고통을 축소하는 것이 아니냐는 논쟁에 휩싸이기도 했다. 자폐 당사자성 운동가 및 연구가인 아리 니이먼은 대표적 신경다양성 운동가 중 한 명으로서 특성 중심 접근법을 제안했다. 이는 한 개인에 있어 해로운 특성, 행동, 상태(자해행동, 언어발달지연, 기타 동반되는 신체적 증상 등)들은 의학적 모델로, 해롭지 않은 특성(상동행동, 특이한 관심사)는 신경다양성 모델로 해석할 수 있도록 하는 것이다. 최근에는 거기서 더 나아가 신경다양성 관점을 근거로 중재치료법을 발전시키기도 한다.
NT(Neurotypical), 신경전형성이란 신경다양성에 대비되는 사고방식을 의미하며 신경전형인을 가리키는 표현이다. 즉 신경다양인이 아닌 사람을 뜻한다.

## 역사
신경다양성 용어는 1996년 자폐인들의 인터넷 네트워크 모임에서 형성되었다. 1998년에 호주의 사회학자인 주디 싱어는 독립생활Independent Living, InLv 메일링 리스트에 들어와 몇 개월 동안 리스트를 관찰하면서 자신의 논문에 InLv 메일링 리스트 그가 발견한 신경다양성이라는 단어를 집어넣었다. 한편 미국인 저널리스트 하비 블룸은 더 애틀란틱에 기고한 1998년 9월 30일의 기사에서 신경다양성이라는 용어를 사용했는데, 이는 이 단어가 출판물에 사용된 최초의 예시이다. 이는 자폐증 원인에 대한 기존의 정설인 마음이론에서 탈피하려는 움직임의 증거였다.
몇몇 연구자들은 신경다양성 개념의 발전 초기에 자폐 운동가 짐 싱클레어의 기여가 있었다고 주장한다. 그는 국제 자폐 온라인 커뮤니티의 조직자 중 한 명으로, 1993년 그가 한 연설 "우리는 애도가 필요없다Don't mourn for us" - "자폐인에게서 자폐증만을 분리하는 것은 불가능하다It is not possible to separate the person from the autism."는 자폐증을 질병이 아닌 존재의 한 방식으로 규정하는 것에 큰 영향을 끼쳤다. 1997년 6월 30일 하비 블룸의 기고문에서는 신경다양인들의 재단이 원래 "신경다원주의pluralism"라는 용어를 사용하던 것이 확인된다. 그는 국제 신경다양성 운동의 육성에 있어 인터넷이 매우 중요한 역할을 하리라고 예측했다.
근래에 와서 신경다양성 개념을 인정하고 사용하는 과학자들의 수가 늘어가고 있다. 자폐증 연구가들은 스스로가 차이를 결점으로 받아들이고 있었음을 깨닫고, 중재 치료에 있어 자폐적 특성을 억누르는 것은 윤리적으로나 실용적으로나 문제가 됨을 확인했다. 몇몇 연구자들은 어떤 중재 치료는 과도한 위장(신경전형인적 특성 따라하기, 자폐적 특성 숨기기 등)을 유발할지도 모른다는 결과를 냈다. 이것은 상당히 위험한 일인데, 근래의 수많은 연구에서 위장의 정도가 높을수록 자폐인의 정신적 건강은 악화되고, 심지어 자살률에도 영향을 미칠지도 모른다는 결론이 나왔기 때문이다. 몇몇 운동가와 연구자들을 자폐의 의학적 접근 자체가 자폐인에 대한 낙인이 되고 학계에서의 생물학적 접근에 대한 높은 집중도가 자폐인 단체와 학계 사이의 거리감을 유발한다고 주장했다.

## 장애 권리 운동과 신경다양성
신경다양성 개념은 자폐인들에게서 처음 받아들여졌고 이후로 다른 발달/심리적 증상의 보유자들 및 정신질환자들에게도 퍼져나갔다. ADHD, 언어발달장애, 난독증, 난필증, 통합행동장애, 난산증, 실어증, 지적 장애, 투렛 증후군과 조현병, 양극성 장애, 조현정동장애, 반사회적 인격장애 등이 각각 전자와 후자의 예시이다. 신경다양성 운동가들은 신경발달장애가 치료나 교정해 사회에 맞추려는 움직임을 고발하고, 사회가 그들에게 통합 교육, 독립 지원, 보완대체 의사소통 기술 개발, 직업 훈련 등의 지원을 제공해야 한다고 주장한다. 신경다양인들에게 치료를 강요하고 정상성을 받아들이도록 억압하는 대신 인간 본연의 특성인 다양성을 존중하고 자기표현을 지원해야 한다는 것이다.
신경다양성 운동가들은 자폐증이나 연관 질환의 재개념화를 시도하고 있다. 그들은 신경다양인들에게는 치료가 필요하지 않다는 것을 알리고, 현재의 질환, 질병, 증상 등의 용어에 기반한 용어를 중립적으로 바꾸고, 독립적이고 건강한 삶의 범위를 넓히고, 신경다양인들이 그들의 치료와 관련된 사항 - 치료의 기간, 종류, 심지어 치료의 필요여부까지를 결정할 수 있도록 만들기 위해 투쟁한다.
2009년의 연구는 27명의 여러 질환(자폐, 난독증, ADHD, 뇌졸중, 발달행동장애 등)을 가진 학생을 모집하여 두 종류로 분류했다. 분류 기준은 그들이 스스로를 어떻게 보고 있는지에 대한 것으로, 첫째 그룹, 스스로를 남들과 "다르다"고, 평범한 이들과 비교했을 때 독특한 장점과 강점이 각각 있을 뿐이라고 보는 그룹과, 둘째 그룹, 스스로를 "병자"로, 의학적으로 불완전한 존재로 보는 그룹이 있었다. 연구 결과, 모든 학생이 학교 생활의 어려움(왕따, 괴롭힘, 학대)등을 경험했음에도, 첫째 그룹(41%)이 더 나은 학습 성취도와 자존감, 더 웅대하고 구체적인 미래 계획을 보여줬음이 밝혀졌다. 첫째 그룹의 학생 대부분은 그런 관점을 온라인 신경다양성 운동가들에게서 배웠다고 말했다.
자폐와 신경다양성에 대한 포용 정도를 확인하기 위한 2013년의 온라인 조사는 '특별함의 축하'나 '결함의 수정'이라는 잘못된 이분법 대신 자폐적 특성을 통제해 이익이 되도록 이용하는 것이 중요하다는 결론을 냈다.

### 논쟁
자폐운동가들 사이에서도 신경다양성 패러다임에 대한 논쟁이 존재한다. 주된 패러다임은 인간 전형과 다른 뇌를 병적인 상태로 보는 것이다. 이런 패러다임 하에 저러한 증상의 사람들은 치료가 필요한 존재가 된다.
주된 비판은 신경다양성 패러다임이 너무 포괄적이며 심각한 저기능자는 관점에서 배제하는 방식의 변화가 필요하다는 주장이다. 자폐운동가이자 장애 교육 전문가 닉 워커는 신경다양성 개념을 뇌전증 등의 의학적 증상과 구별하기 위해 "포괄적인 신경인지학적 특성"이자 "자기인식과 자아형성에 직접적으로 연관되는" 것이라고 정의하자고 제안했다.
신경다양성 운동가 존 엘더 로빈슨은 신경학적 특성에서 오는 강점과 약점은 서로 분리할 수 없는 것이라고 주장했다. "99명의 신경전형인이 문제 해결에 실패할 때, 어딘가 다른 남은 1명이 해결의 키를 쥔다. 비록 그 사람이 평소에는 무능하거나 어딘가 모자라 보였을지언정 말이다. 신경다양인들은 아프거나 고장난 것이 아니라, 종 모양 그래프의 극단에 있을 뿐이다."
2020년의 리뷰 "신경다양운동 평론Critiques of the Neurodiversity Movement"은 두 가지 논점을 짚는다.
- 자폐 진단을 받지 않은 수많은 사람들도 자폐적 특성을 보이곤 한다. 연구자들은 이러한 일을 "광의적 자폐 스펙트럼"이라 부른다. 즉 자폐인과 비자폐인은 칼로 가르듯 정확히 나뉘는 구별이 아니며, 신경다양인과 신경전형인 또한 별개의 두 집단이 따로 존재하는 것이 아니다.[56]
- 신경전형인은 아무 의미가 없는 말이다. 세상에 진짜 신경전형인으로 정의할 수 있는 사람은 없다. 인간 뇌는 그런 기준을 가지고 만들어진 것이 아니다.[56]

그 외에도 신경전형인이 비발달장애인이라는 의미로 사용되는 것에서 오는 논점이 있다. 신경발달장애가 없이 태어난 사람이 신경다양인이 될 수 있는가 하는 것이 그것이다. 대부분의 정신질환자는 출생시에는 발달장애 없이 태어나기 때문이다. 정신질환자는 비발달장애인으로 태어나 성장 환경이나 특정 사건에 의해 정신질환자가 되지만 발달장애는 삶의 시작지점에서부터 함께하고 분리할 수 없다.

## 신경다양성에 대한 비판
신경다양성에 대한 비판도 존재한다. 자폐증 블로거이자 작가인 조나단 미첼(Jonathan Mitchell)은 신경다양성에 반대하면서 자신의 자폐증 증세인 사회성 결핍과 무직, 그리고 자폐증으로 인한 연애 경험의 부재를 혐오하면서, 신경과학을 연구하고 자폐 치료 연구에 참여하기도 한다.조나단 미첼에 의하면, 신경다양성에서는 자신과 같은 저기능 당사자들은 빌게이츠나 토마스 제퍼슨과 같은 고기능 자폐와는 천양지판으로 사회적 기능, 학습능력, 노동 등에 있어서 손상되었다고 주장하면서, 이들이 자폐증인지도 확실치 않고 자폐가 치료되어야 한다고 주장한다.
자폐증 당사자인 Twilah Hiari의 비판도 있다. 주요 비판은 크게 세 가지 정도로 간추릴 수 있는데, 신경다양성 운동의 배타성과 자폐 치료를 불허하는 점과, 신경다양성 진영이 자폐증을 가진 자아를 고정불변의 것으로 간주한다는 점이다. 첫째로, 신경다양성 운동이 집단 내 정체성을 확립하기 위해 신경다양성에 반대하는, 집단 밖에 속한 조나단 미첼 등을 추방했다고 비판하기도 했다. 둘째로, 자폐 치료와 관련해서는 청각장애인 커뮤니티에서 청각장애인 성인이 인공와우 또는 보청기를 사용하는 것도 허용되고, 장치에 의존하지 않고 수화만 사용하는 것도 용인되지만, 신경다양성 진영에서는 자폐증 성인이 자신의 자폐증을 어떻게 경험하고 싶은지 자율적인 결정을 내릴 수 있는 자유를 제공하지 않는다고 비판한다. 셋째로, 신경다양성 진영에서 자폐증을 제거한다면 자아가 상실될 것이라는 주장에 대해서는, 인간에게는 선천적이고 독립적이고 불변하고 영속적인 자아가 없으며 본질적으로 존재하는 자아에 대한 잘못된 개념과 나다움으로 타인에게 상처를 주거나 분열을 야기한다면 그것은 파괴적인 사고라고도 비판했다.
또한, 분자 및 신경 생물학자 Moheb Costandi의 비판도 있다. 그에 따르면, 신경다양성은 자폐증 환자의 의료적 모델을 거부하고, 사회적 모델만을 강조하여, 실질적으로 자폐증 아동과 성인이 도움을 받지 못하게 한다고 비판받는다. 미국질병통제센터(CDC)에 따르면 자폐증 아동의 40%가 무발화가 되었다고 지적한다. 여기에, 자폐증은 동반질환을 수반하여, ADHD는 물론, 자폐증 성인의 불안과 우울증 평생 유발률은 각각 42%와 37%라는 통계수치가 있다. 문제는, 신경다양성이 출몰하여 자폐증을 정체성으로 축하하며 자폐증을 수용함으로써 삶의 질을 향상시킬 수 있다고 주장하나, 문제는 신경다양성이 전술한 자폐증의 어려움을 가진 사람들을 대변하지 않으며, 심각한 자폐증을 가진 사람들의 곤경을 무시한다고 비판받고 있다. 이 외에도 신경과학자들 간 합의에 의하면, 자폐증은 신경발달에 기원을 두고 있으며, 최근 연구에 의하면 자폐증은 뇌 세포수 와 백질 구조의 이상, 시냅스의 연결 제거 과정 중의 가지치기의 결함 등과 관련이 있다고 하는데도, 신경다양성은 신경과학적 이해와 상충된다는 비판을 받는다. 신경다양성 운동 자체가 자폐증 연구자를 분열시킨다는 비판도 있다. 신경다양성 지지자들은 자폐증과 신경다양성과 신경전형을 구별하여, 자폐증이 없는 사람들을 적대하는 사고방식에 기인하고 있다. 이 때문에, 자폐증에 대한 편혐함과 의학계에 대한 불신을 나타낸다는 비판 역시 존재한다. 신경다양성에서 지적장애가 있는 자폐증에 대해서는 고기능자인 온전한 언어와 인지를 가진 자들에 의해서만 대변되고, 저기능으로 간주되는 이들에 대해서는 간과되고 있는 비판 역시 있다.
신경다양성 창시자 주디 싱어의 비판도 있다. 주디 싱어는 본래 1998년에 신경다양성을 최초로 개념, 정의한 논문에서 "autistic" 즉 자폐라는 용어를 고기능자폐라고 불리는 사람들만 언급했다는 점을 분명히 언명하고 있다. 주디싱어는 자신이 정의한 신경다양성의 자폐라는 용어에 대해 현재 자폐가 단일한 질환이 아니며 자신은 아스퍼거 증상만 알고 있고, 심각한 자폐증에 대해서는 말할 수 없다고 답변한 바 있으며, 특히 주디 싱어는 신경다양성 운동은 저기능 자폐를 포괄하려고 하고 아스퍼거 증후군 등의 장애의 고통을 경시하는 점이 있자, 주디싱어는 아스퍼거 증후군 자체를 장애로 생각하든 다양성으로 생각하든 필요한 지원이 있어야 한다는 점과 신경현실주의를 통해서 증거 개입을 옹호하는 등의 태도로 분명히 답변하기도 하였다.

## 신경다양성과 교차성
이 항목은 신경다양성과 다른 정체성에 대한 교차점을 주제별로 간략히 소개한다.

### 신경다양성과 성소수자성
신경다양인의 54.5%는 자신의 성별에 대해 확신을 가지고 있지 않거나 논바이너리 또는 젠더퀴어로 인식한다. 또한 전체의 76.7%가 자신의 성적 지향에 대해서도 성소수자라고 인식한다. 성소수자성과의 교차성으로 어려움을 겪는 신경다양인 중 65.4%는 '대중, 또는 의료진 및 상담사의 인식 부족'으로 인한 불편을 꼽았다.

### 신경다양성과 다른 장애정체성
신경다양성과 관련된 장애인 복지법 상의 장애 유형(자폐성 장애, 정신장애) 외에 추가적으로 등록된 유형은 뇌병변장애, 안면장애, 신장장애, 청각장애 등이다. 따라서 일부 신경다양인은 중복장애의 가능성이 존재하며, 그에 따른 장애정체성 확립에도 영향이 있을 것으로 예상할 수 있다.

## 같이 보기
- 자폐인 긍지의 날
- 반정신의학
- 장애인 인권
- 정체성 정치

## 참고문헌
- Dekker, Martijn (2019년 11월 8일). 〈From Exclusion to Acceptance: Independent Living on the Autistic Spectrum〉.   Kapp, S. K. 《Autistic Community and the Neurodiversity Movement》 (영어). London Borough of Camden: Palgrave Mcmillan. 41-49쪽. doi:10.1007/978-981-13-8437-0_3. ISBN 978-981-13-8437-0. 2023년 12월 13일에 확인함.